# Бразильско-таиландские отношения
Бразильско-таиландские отношения — двусторонние дипломатические отношения между Бразилией и Таиландом. Бразилия является основным торговым партнёром Таиланда в Латинской Америке. Государства являются членами развивающихся стран «Большой двадцатки», Движения неприсоединения, Всемирной торговой организации (ВТО) и Форума сотрудничества Восточной Азии и Латинской Америки.

## История
Бразилия и Сиам были союзниками в Первой мировой войне с 1917 года.
17 апреля 1959 года государства официально установили дипломатические отношения. В том же году состоялись контакты между министром иностранных дел Таиланда Танатом Хоманном и послом Бразилии Уго Гутье. В 1959 году открылось посольство Бразилии в Бангкоке. В 1964 году было открыто посольство Таиланда в Бразилиа. Между двумя странами сложились дружеские отношения, существует рост и расширение их двустороннего сотрудничества, которое теперь охватывает широкий спектр секторов, включая торговлю и инвестиции, сельское хозяйство и оборонные технологии. В международном формате Таиланд и Бразилия также сотрудничают, поддерживая кандидатуры друг друга. С 1959 года в Бразилию осуществили официальные визиты четыре премьер-министра Таиланда, в том числе наследный принц Маха Вачиралонгкорн, который посетил Бразилию в 1993 году.
В 2018 году государства отметили 60-летие своих дипломатических отношений. Между странами подписаны соглашения о совместной работе в различных областях, включая науку и технологии. Бразильцы начинают проявлять все больший интерес к таиландским пейзажам и культуре. В 2017 году страну посетило около 66 000 бразильских путешественников. Бразилия является страной с наибольшим количеством школ тайского бокса. «Бразилия по-прежнему привержена укреплению отношений с Таиландом», — заявило министерство иностранных дел Бразилии в сообщении, посвященном двусторонним связям. Государства готовы углублять сотрудничество в области энергетики, торговли и инвестиций, безопасности и вооружённых сил, а также в других областях.
16 марта 2022 года Бразилия и Таиланд подписали Меморандум о взаимопонимании в целях содействия обмену технологиями и информацией в сельскохозяйственном секторе. Страны договорились о сотрудничестве в области сельскохозяйственных инициатив, касающихся крупного рогатого скота, овощных культур, кооперативов, управления почвой, водой и ресурсами. Кроме того, соглашение регулирует управление и сохранение сельскохозяйственного биоразнообразия, а также создание новых фермерских организаций и кооперативов. Запланированные задачи включают экологическую инженерию и комплексную борьбу с вредителями. Документ также охватывает создание и процесс создания альтернативных источников энергии. На следующий день исполнилось 63 года со дня начала дипломатических отношений между этими странами. С годами они сблизились и установили дружеские отношения, что проявляется в расширении их двустороннего сотрудничества в различных областях, особенно в торговле и инвестициях.
26 мая 2023 года третьи политические консультации между государствами состоялись в министерстве иностранных дел Бразилии в Бразилиа с участием заместителя министра иностранных дел Бусади Сантипитакс, который выполняет функции сопредседателя. После вторых политических консультаций в Бангкоке стороны оценили свои нынешние разнообразные партнёрские отношения и давнюю дружбу. Чтобы ускорить восстановление после пандемии COVID-19, стороны увидели огромный потенциал и перспективы в расширении широкого спектра совместных секторов и мероприятий, сосредоточенных на общих интересах. Политическое сотрудничество, торговля, инвестиции, техническое и сельскохозяйственное сотрудничество, туризм, культура, образование, спорт, энергетика, оборона и сотрудничество между дипломатическими ведомствами были среди аспектов двустороннего сотрудничества.

## Торговля
В 2018 году главным торговым партнёром Таиланда в Латинской Америке была Бразилия, в то время как Таиланд занял восьмое место среди азиатских партнеров Бразилии. Объём товарооборота составил сумму более 3,5 миллиардов долларов США: импорт товаров в Бразилию составил сумму 1,4 миллиарда долларов США, а экспорт товаров в Таиланд составил сумму почти 2 миллиарда долларов США, что составило профицит в 600 миллионов долларов США.
До 2020 года объём товарооборота между государствами в среднем колебался в районе около 3,5 миллиардов долларов США. По данным Таиланда, в 2021 году объём товарооборота превысил 5 миллиардов долларов США (по данным Бразилии немного меньшую сумму), и ожидалось, что он превысит эту сумму в 2022 году. В 2021 году импорт Бразилии оценивался в 1,96 миллиарда долларов США, а её экспорт в Таиланд составил 3,38 миллиарда долларов США.
Большую часть экспорта Бразилии в Таиланд по-прежнему составляют соевые бобы и продукты их переработки, и страна продолжает оставаться крупнейшим экспортером этих товаров, что обеспечивает большую часть производства курицы и птицы в Таиланде. Хотя эта отрасль, похоже, постепенно приходит в упадок, общий объём торговли растёт, а это означает, что всё больше бразильских товаров, таких как хлопок, кожа, обувь и медицинское оборудование, теперь проникают на тайский рынок. Таиландский экспорт в Бразилию расширяется и разнообразен. Состоит из промышленной продукции, такой как: двигатели, автозапчасти, резина и диски. Таиланд и Бразилия имеют очень крепкие торговые отношения.

## Дипломатические миссии
- У Бразилии есть посольство в Бангкоке и почётное консульство на Пхукете[10].
- Таиланд имеет посольство в Бразилиа и почётное консульство в Сан-Паулу[11].